# الدوري التشيلي لكرة القدم 1987
الدوري التشيلي لكرة القدم 1987 (بالإسبانية: Primera División de Chile 1987)‏ هو الموسم 55 من الدوري التشيلي لكرة القدم. كان عدد الأندية المشاركة فيه 16، وفاز فيه نادي أونيفرسيداد كاتوليكا.